# Torres de Albanchez
Torres de Albanchez é um município da Espanha na província de Jaén, comunidade autónoma da Andaluzia, de área 65 km² com população de 923 habitantes (2005) e densidade populacional de 16,27 hab/km².

## Demografia
| Variação demográfica do município entre 1991 e 2004 | Variação demográfica do município entre 1991 e 2004 | Variação demográfica do município entre 1991 e 2004 | Variação demográfica do município entre 1991 e 2004 |
| --------------------------------------------------- | --------------------------------------------------- | --------------------------------------------------- | --------------------------------------------------- |
| 1991                                                | 1996                                                | 2001                                                | 2004                                                |
| 1126                                                | 1075                                                | 997                                                 | 940                                                 |